# Bubbelbad

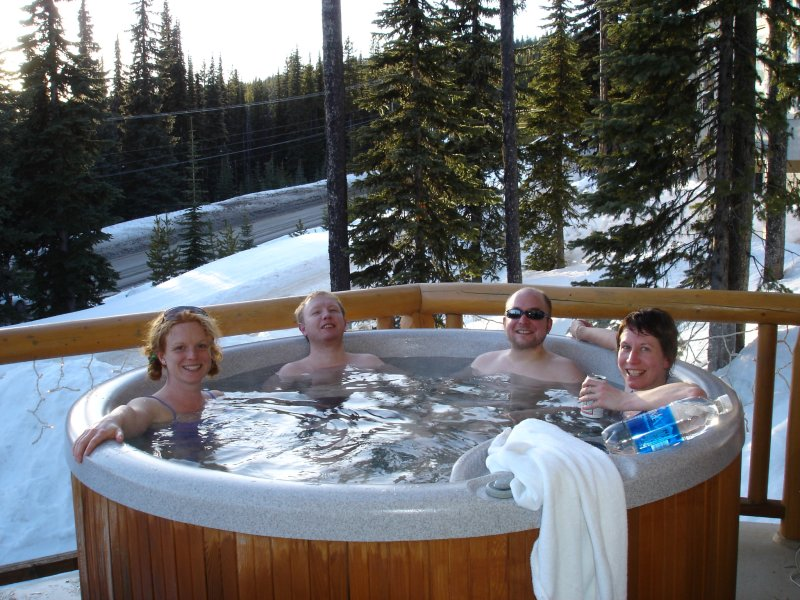
Bubbelbad in de buitenlucht

Een bubbelbad (ook wel bellenbad, hottub, jacuzzi (naar het Amerikaanse merk bubbelbaden) of whirlpool in het Brits Engels) is een verwarmd, vaak meerpersoons zitbad (meestal zo rond de 37/38°C), waarin onderin verspreid over het bad lucht wordt gepompt, zodat stromen omhoogkomende luchtbellen ontstaan. Een bubbelbad kan ook worden gecreëerd in een gewone badkuip. Hiervoor dient op de bodem van het bad een speciaal matje te worden geplaatst waardoorheen nadat het bad met water is gevuld, lucht wordt gepompt, zodat het water gaat bubbelen. Daarnaast bestaan er ook badkuipen waarin een dergelijke installatie is ingebouwd. Deze installatie kan nadat het bad met water is gevuld worden aangezet met een knop op of boven de badrand. Zo kunnen mensen ook in hun eigen badkamer genieten van een bubbelbad.
Afhankelijk van de situatie maakt men er in badkleding of naakt gebruik van.
De Engelse benaming voor bubbelbad is niet bubble bath: dat betekent een bad met badschuim en is dus een valse vriend van het Nederlandse bubbelbad.

## Werkwijze
Er wordt gebruikgemaakt van waterstralen en luchtbellen om een ontspannend effect te creëren. Vaak kan er ook gekozen worden om enkel luchtbellen of enkel waterstroom te verkrijgen en kan de temperatuur worden ingesteld via een extern of inwendig verwarmingselement.

## Onderhoud
Het wordt meestal schoongehouden door middel van zand- en actievekoolfilters die haar, zand en bladeren uit het water halen. Er wordt ook chloor gebruikt (meestal in de vorm van chloortabletten) om het water zuiver te houden en vrij van bacteriën. Soms is het bubbelbad voorzien van een ozongenerator of ultraviolet licht om organismen te doden. Ten slotte moet ook de zuurgraad in de gaten worden gehouden. Er zijn testbuisjes in de handel om het chloorgehalte en zuurgraad te controleren.

## Jacuzzi
Jacuzzi is de handelsnaam van een fabrikant van bubbelbaden. Deze naam wordt ook wel voor andere bubbelbaden gebruikt (genericide), maar voor de aanbieders is dat niet toegestaan. In reclame-uitingen wordt dan ook weleens gezegd:
Wij leveren de Jacuzzi; anderen slechts een bubbelbad.
De uitvinder van de luchtpomp voor dit bubbelbad, Candido Jacuzzi, was op zoek naar mogelijkheden om zijn 8-jarige zoon Kenneth verlichting te geven voor zijn reumatoïde artritis. Later stond deze zoon aan het hoofd van het bedrijf.

## Hottub
De varianten van hout die bekend zijn als hottub komen oorspronkelijk uit Scandinavië. De oorspronkelijke hottubs werden opgewarmd door houtkachels. Nu zijn er ook externe houtkachels die met slangen verbonden zijn aan de hottub. Daarnaast zijn er modellen met een kunststof binnenbak en elektrische verwarming.

## Incident
In 1999 leidde een niet van chloor voorzien bubbelbad op een bloemententoonstelling in Bovenkarspel tot de legionellaramp, een grootschalige uitbraak van de veteranenziekte waarbij 32 doden vielen.